# Dusty Hannahs
Gerald Ellis „Dusty” Hannahs III  (ur. 2 września 1993 w Little Rock) – amerykański koszykarz występujący na pozycjach rozgrywającego lub rzucającego obrońcy, obecnie zawodnik Santa Cruz Warriors.
Jego ojciec Gerald występował jako zawodowy baseballista w zespołach ligi MLB – Montreal Expos i Los Angeles Dodgers.
26 czerwca 2017 podpisał umowę z AZS Koszalin. 18 sierpnia 2017 został zawodnikiem zespołu G-League – Memphis Hustle.
30 marca 2019 zawarł 10-dniowy kontrakt z Memphis Grizzlies. 4 kwietnia został zwolniony. 14 października podpisał kolejną umowę z Grizzlies. Dzień później został zwolniony.
21 lutego 2020 podpisał 10-dniową umowę z Memphis Grizzlies. 27 lutego został zwolniony.
12 stycznia 2021 dołączył do Santa Cruz Warriors.

## Osiągnięcia
Stan na 7 lutego 2021, na podstawie, o ile nie zaznaczono inaczej..
NCAA
- Uczestnik turnieju NCAA (2017)
- Lider konferencji Southeastern (SEC) w skuteczności rzutów wolnych (2016, 2017)[12]
- Zaliczony do:
  - I składu Big 12 Academic All-Rookie (2013)
  - II składu:
    - SEC (2017 przez NBCSports.com)
    - Preseason All-SEC (2017)

  - SEC First-Year Academic Honor Roll (2015)
  - 12 Commissioner’s Honor Roll (2013, 2014)

Indywidualne
- Zaliczony do III składu G-League (2020)[13]